# الكسندر ريا
الكسندر ريا (بالإنجليزية: Alexander Rhea)‏ هو شخصية أعمال أسترالي، ولد في 10 مايو 1919، وتوفي في 1 سبتمبر 2000.